# Pentámetro yámbico
El pentámetro yámbico o verso blanco inglés es un tipo de verso de cinco pies de yambo, cada uno de los cuales suele estar compuesto de dos sílabas, una no acentuada y otra acentuada, y una sílaba opcional no acentuada al final. Es una métrica que se emplea tanto en versos rimados, como por ejemplo en los Sonetos de Shakespeare, como en los que carecen de rima.
Escritores ingleses como William Shakespeare o Christopher Marlowe compusieron gran parte de su obra dramática con esta métrica. El poeta Nicanor Parra investigó maneras de flexibilizarla, para poder favorecer la fluidez en la traducción de Shakespeare al español chileno. Parte de sus resultados pueden leerse en su traducción de El rey Lear, comenzada en 1990 y publicada en Lear, rey & mendigo (2004).

## Ejemplos
Un pie yámbico es una sílaba no acentuada seguida de una acentuada. Su ritmo se puede describir de la siguiente forma:
| da | DUM |

Una línea de pentámetro yámbico son cinco pies yámbicos en un mismo verso:
| da | DUM | da | DUM | da | DUM | da | DUM | da | DUM |

En la métrica inglesa suele representarse este ritmo con una 'x' para la sílaba átona y con una '/' para la sílaba tónica. Siguiendo este criterio, el pentámetro yámbico se representa de la siguiente forma:
| x | / | x | / | x | / | x | / | x | / |

La línea 39 de la segunda escena del primer acto en La tempestad es un ejemplo de pentámetro yámbico.
A time before we came unto this cell?
Podemos marcar la métrica de esta línea como sigue:
| x | /    | x   | /    | x  | /    | x   | /  | x    | /     |
| A | time | be- | fore | we | came | un- | to | this | cell? |

Marcamos la división entre los pies con una |.
| x | /    |    | x  | /    |    | x  | /    |    | x  | /  |    | x    | /    |
| A | time | \| | be | fore | \| | we | came | \| | un | to | \| | this | cell |

## Famosas obras escritas en pentámetro yámbico (verso blanco)
- John Milton, El paraíso perdido[3]
- John Milton, El paraíso recobrado
- James Thompson, Estaciones[4]
- Edward Young, Pensamientos nocturnos[4]
- John Fitchett, El rey Alfred
- Edwin Atherstone, La caída de Nínive
- Edwin Atherstone, Israel en Egipto
- William Wordsworth, Preludio[4]
- John Keats, Hiperión
- Robert Browning, El anillo y el libro[5]
- Alfred Tennyson, Simeón el Estilita
- Elizabeth Barrett Browning, Aurora Leigh
- Matthew Arnold, Sohrab y Rustum
- Robert Frost, La reparación de la pared